# Sulguni

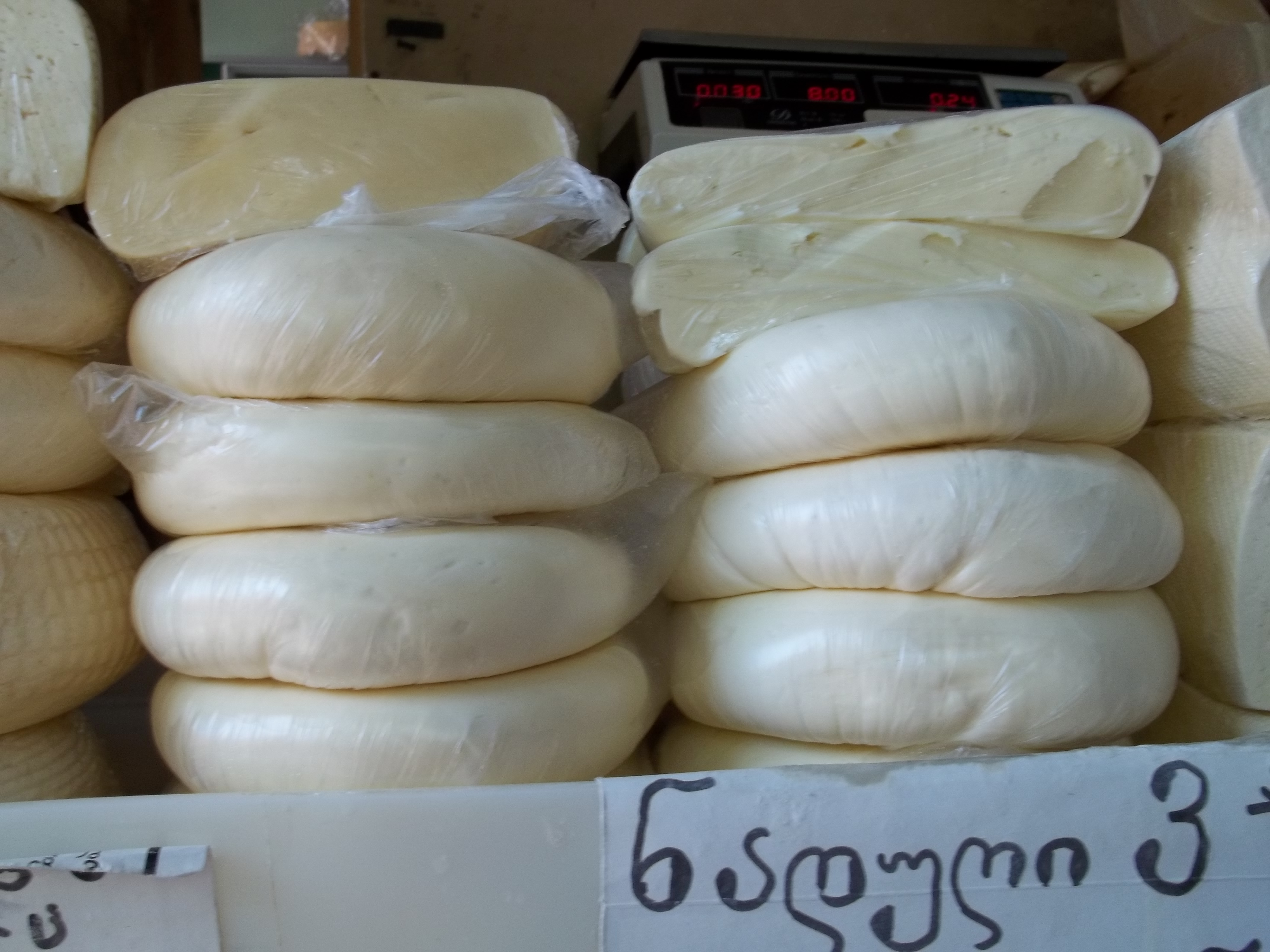
Sulguni

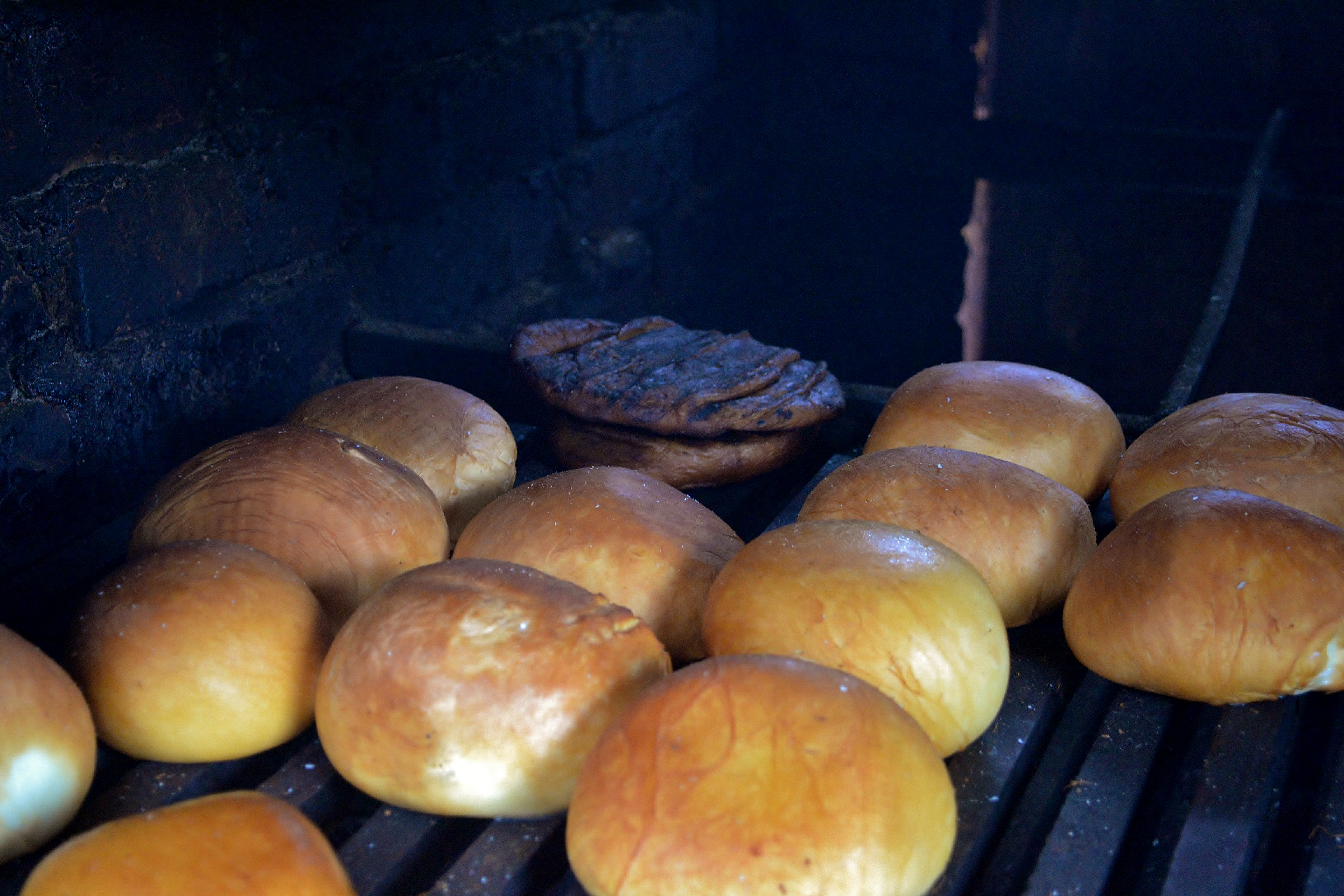
Sulguni wędzony

Sulguni lub Suluguni, Selegini (gru. სულგუნი, სულგუნი; meg. სელეგინი) – ser podpuszczkowy pochodzący z Gruzji, z regionu Megrelia.
Ser ten wytwarzany jest ze świeżego mleka bawolic – samic z gatunku wół domowy (Bubalus bubalis) lub z mleka krowiego bądź ich mieszanki. 
Typowy ser sulguni ma kształt płaskiego krążka o grubości 2,5 do 3,5 centymetra.